# تشوویک (منطقه سکلو)
تشوویک (منطقه سکلو) (به لاتین: Těšovice (Sokolov District)) یک ناحیه در جمهوری چک است که در Sokolov District واقع شده‌است.

## خصوصیات
تشوویک ۱٫۱۸ کیلومترمربع مساحت و ۱۵۹ نفر جمعیت دارد و ۴۰۲ متر بالاتر از سطح دریا واقع شده‌است.